# 1845 au Bas-Canada
Cet article traite des événements survenus en 1845 au Canada-Est. 

## Événements

### Janvier
- 31 janvier : L'Assemblée du Canada-Uni adopte à l'unanimité une adresse à la reine, proposée par Louis-Hippolyte La Fontaine, demandant au Parlement britannique de révoquer l'article 41 de l'Acte d'Union, interdisant l'usage du français dans les débats[1].

### Mai
- 28 mai : Un incendie détruit entièrement le faubourg Saint-Roch, dans la basse-ville de Québec, faisant 50 morts et laissant 12 000 personnes sans logis[2].

### Juin
- 28 juin : Un autre incendie se déclenche à Québec. Cette fois, le feu détruit le faubourg Saint-Jean ainsi qu'une partie du faubourg Saint-Louis, aujourd'hui respectivement les secteurs de Saint-Jean-Baptiste et de la colline parlementaire. Deux églises, trois écoles et 1 300 résidences sont détruites[3].

### Juillet
- 14 juillet : Denis-Benjamin Viger est élu lors d'une élection partielle dans Trois-Rivières.

### Novembre
- 26 novembre : Charles Cathcart succède à Charles Metcalfe comme gouverneur du Canada-Uni.